# Grimmia crispata
Grimmia crispata là một loài Rêu trong họ Grimmiaceae. Loài này được (Hedw.) Spreng. mô tả khoa học đầu tiên năm 1827.